# ナコス
株式会社ナコスはかつて存在した日本の小売業者である。
東京の江戸川区を中心にスーパーマーケットを展開していたほか、ホテルや健康ランドなどの運営も行っていた。

## 概要
1864年（元治元年）に長崎長次郎が創業したのが始まりである。
2代目の長崎惣次郎が足袋及び売薬小売業を開始し、1917年（大正6年）に東京・小岩で長崎屋呉服店を創業した。
3代目の長崎義文が1920年（大正9年）5月に事業を継承した直後に呉服太物小売業に転じた。
1938年（昭和13年）1月に資本金48万円で株式会社長崎屋呉服店を設立し、1961年（昭和36年）1月に株式会社小岩長崎屋に商号を変更した。
1962年（昭和37年）に食料品と日用雑貨のセルフサービス方式での販売を導入し、スーパーマーケットを展開を開始した。
1981年（昭和56年）1月に株式会社ナコスに商号を変更した。
江戸川区を中心にスーパーマーケットを展開し、区内では高シェアを占めた。
最盛期の1984年（昭和59年）2月期には約284億9973万円の売上があったが、その後は他社との競合激化で売上が伸び悩み、バブル期には居酒屋や健康ランド（湯宴ランド）、ホテル経営に進出して経営の多角化を図った。
しかし、バブル崩壊後の消費低迷に加え、先述の多角化が災いして経営が悪化、1998年3月にはメインバンクであった東京相和銀行を相手に第三者割当増資を実施。だが、1999年6月に東京相和銀行が破綻したため事業の継続が困難となり、2000年2月17日に東京地方裁判所へ自己破産を申請し、倒産した。負債総額は約90億円だった。ナコス閉店後の跡地の多くにOlympicが開店し、下篠崎店・西一之江店・行徳東店・馬橋店の跡地では現在もOlympicとして存続。
なお、準大手スーパーの長崎屋とは無関係であった。

## 店舗
- 小岩駅前店（東京都江戸川区南小岩7-22-3[10][11][2]、1973年（昭和48年）1月開店[10]）

店舗面積4,626m2。
- 小岩南店（東京都江戸川区南小岩7-18-9[10][11][12]、1968年（昭和43年）9月開店[10]）

店舗面積1,225m2。
- 小岩東店（東京都江戸川区南小岩8-11-7[10][11][12]、1976年（昭和51年）11月開店[10]）

店舗面積1,059m2 → 1,313m2。
- 小岩北店（東京都江戸川区西小岩1-21-23[10][11][2]、1968年（昭和43年）10月開店[10]）

店舗面積858m2。
- ナコスディスカウント店（東京都江戸川区北小岩3-15-5[12]）

- 京成小岩店（東京都江戸川区北小岩2-7-2[11][2]、1976年（昭和51年）6月開店[10]）

店舗面積528m2。
- 上篠崎店（東京都江戸川区上篠崎2-249-1[10][2]、1972年（昭和47年）8月開店[10]）

店舗面積577m2。
- 下篠崎店（東京都江戸川区篠崎町4-247[10][11][12]、1973年（昭和48年）4月開店[10]）

店舗面積798m2。
- 宇喜田店（東京都江戸川区宇喜田町1983-3[11]）

店舗面積2,922m2。
- 鹿骨店（東京都江戸川区鹿骨4-56[10][11]、1974年（昭和49年）1月開店[10]）

店舗面積2,326m2。
- 小松川店（東京都江戸川区中央3-3[11]、1976年（昭和51年）6月開店[10]）

店舗面積1,485m2。
- 松江店（東京都江戸川区松江3-13-7[9]）

店舗面積330m2。
- 北葛西店（東京都江戸川区北葛西4-1-21[10][2][13]、1976年（昭和51年）1月開店[10]）

店舗面積1,320m2。
- 西一之江店（東京都江戸川区西一之江1-921[13]）

店舗面積3,270m2。
- 細田店（東京都葛飾区細田5-28[12][14] />、1980年（昭和55年）開店[15]）

- 行徳東店（千葉県市川市塩焼3-1-15[14]、1980年（昭和55年）開店[15]）

店舗面積4,335m2。
- 馬橋店（千葉県松戸市栄町8-690-2[10]、1978年（昭和53年）4月開店[16]）

店舗面積4,310m2。
丸全昭和運輸松戸アパレルセンター 2013年閉鎖→オリンピック馬橋店

## その他
- ナコス倒産後、一部関係者が株式会社ニューナコスを立ち上げ、オリンピック 行徳店のフランチャイズなどを行っている。[要出典]